# ピエーレ・ストックマン
ピエール・スクーマン（Pierre Schoeman、1994年5月7日 - ）は、ユナイテッド・ラグビー・チャンピオンシップ、エディンバラ・ラグビーに所属するラグビーユニオン選手。

## プロフィール
- 南アフリカ・ネルスプロイト出身[1]。
- ポジションはプロップ(PR)。
- 身長 184cm、体重 118kg
- U20南アフリカ代表に選ばれたことがある[2]。
- スコットランド代表キャップは17（2023年2月現在）。
- バーバリアンズに選ばれたことがある[3]。

## 略歴
ブルー・ブルズ、ブルズを経て、2018年、エディンバラに加入。 